# Baardskeerdersbos
Baardskeerdersbos è una località abitata sudafricana situata nella municipalità distrettuale di Overberg nella provincia del Capo Occidentale.

## Geografia fisica
Il piccolo centro abitato sorge a circa 20 chilometri a est della città di Gansbaai.